# مجتبی فیض
مجتبی فیض (زادهٔ ۱۳۶۰ در کابل) بازیکن فوتبال اهل افغانستان است.